# Celia González de Rovirosa
Celia González de Rovirosa es una localidad del municipio de Huimanguillo ubicado en la subregión de la Chontalpa del estado mexicano de Tabasco.

## Geografía
La localidad de Celia González de Rovirosa se sitúa en las coordenadas geográficas 17°41′17″N 93°39′27″O / 17.688056, -93.657500, a una elevación de 33 metros sobre el nivel del mar.

## Demografía
Según el Conteo de Población y Vivienda 2020, efectuado por el Instituto Nacional de Estadística y Geografía, la localidad de Celia González de Rovirosa tiene 106 habitantes, de los cuales 58 son del sexo masculino y 48 del sexo femenino. Su tasa de fecundidad es de 2.88 hijos por mujer y tiene 26 viviendas particulares habitadas.
| Gráfica de evolución demográfica de Celia González de Rovirosa entre 1990 y 2020 |
|                                                                                  |
| INEGI.                                                                           |